# Hebe Corchuelo Blasco
Hebe Corchuelo Blasco (Vera, 1 de octubre de 1919-Comodoro Rivadavia, 25 de mayo de 2005) fue un abogado, fiscal, juez y político argentino, perteneciente al Partido Justicialista.

## Biografía

### Carrera
Nacido en la localidad de Vera, en el norte de la provincia de Santa Fe. Estudió abogacía en la Universidad de La Plata. En la segunda mitad de la década de 1940 se afilió al Partido Justicialista.
Entre 1948 y 1949 fue juez civil, comercial y de minas en la provincia de La Rioja, secretario de la Convención Constituyente de la Provincia de Catamarca y Ministro de la Suprema Corte de Justicia de la Provincia de Catamarca de 1950 a 1951. En 1952 fue nombrado Fiscal Federal de Comodoro Rivadavia, renunciando en 1955 para abrir su propio estudio jurídico en dicha ciudad.
En las elecciones provinciales del 18 de marzo de 1962, fue candidato a vicegobernador de la provincia del Chubut, por el Partido Provincial del Chubut (que representaba al peronismo), acompañando a Raúl Riobóo. La fórmula ganó con 15.786 votos, pero Arturo Frondizi fue derrocado y José María Guido decretó la intervención de la provincia, anulando las elecciones.
En 1972 visitó a Juan Domingo Perón durante su exilio en España y llegó a ser abogado de la madre del expresidente.
En las elecciones provinciales de 1973 se presentó como candidato a gobernador por el Partido Social Cristiano (ya que el peronismo se había dividido), quedando en el quinto lugar.
Fue miembro del Superior Tribunal de Justicia de la Provincia del Chubut (entre el 12 de junio de 1974 y el 26 de marzo de 1976), y apoderado del Partido Justicialista provincial.
Volvió a presentarse como candidato a gobernador en las elecciones provinciales de 1983, por el Partido Justicialista. El conteo de votos fue lento y ajustado entre Corchuelo Blasco y Atilio Viglione, candidato de la Unión Cívica Radical. Después de una semana, se confirmó que Viglione obtuvo una estrecha victoria con el 40,06 % de los votos contra el 39,36 % de Corchuelo Blasco, una diferencia que no superaba el punto porcentual.
Fue senador nacional por Chubut entre 1988 y 1989, integrando la primera comisión de pesca del Congreso de la Nación. Accedió al Congreso como reemplazo del fallecido Manuel del Villar, que a su vez había reemplazado a Kenneth W. Woodley, también fallecido.

### Vida personal
Se casó con Elcira Sosa Serrano (f. 1982), con quien tuvo cuatro hijos.

## Homenajes
Una plazoleta en Comodoro Rivadavia lleva su nombre desde 2007.